# Se a Vida É (That's the Way Life Is)
Se a vida é (That’s the Way Life Is) é uma canção dos Pet Shop Boys, do álbum Bilingual, de 1996. Nesta canção, tal como em todas deste álbum, até pelo próprio nome, eles fazem questão de misturar o inglês com línguas latinas, neste caso o português. A ideia desta canção, como de todas de Bilingual, surgíu depois duma viagem que eles fizeram à América Latina, em que se influenciaram pelos ritmos típicos e idiomas.
Nos Estados Unidos, o single foi lançado em 1 de abril de 1997 pela Atlantic Records como um lado A duplo com "To Step Aside". 13 mixagens da faixa foram encomendadas e distribuídas em vários formatos, vários deles apenas promocionais. "To Step Aside" alcançou o primeiro lugar na parada Hot Dance Music/Club Play da Billboard e a oitava posição na parada Hot Dance Music/Maxi-Singles Sales.